# Castelliri
Castelliri – miejscowość i gmina we Włoszech, w regionie Lacjum, w prowincji Frosinone.
Według danych na rok 2004 gminę zamieszkiwało 3536 osób, 235,7 os./km².